# 塞尔弗里奇 (北达科他州)
塞尔弗里奇（英語：Selfridge），是美国北达科他州下属的一座城市。根据2010年美国人口普查，该市有人口160人。